# Малая Жемтала
Ма́лая Жемтала́ или Жемтали́нка (кабард.-черк. Жэмтхьэлэ цӏыкӏу) — река в республике Кабардино-Балкария. Протекает по территории Черекского района республики.

## Характеристики
Река берёт своё начало в пределах Лесистого хребта и первоначально течёт на запад, в сторону Голубых озёр. Затем поворачивает на север и далее течёт извиваясь на северо-восток. Устье реки находится в 6 км по правому берегу реки Жемтала, у центре одноимённого села Жемтала. Длина реки составляет 12 км. Площадь водосборного бассейна — 16,6 км².

## Данные водного реестра
По данным государственного водного реестра России относится к Западно-Каспийскому бассейновому округу, водохозяйственный участок реки — Терек от впадения реки Урух до впадения реки Малка. Речной бассейн реки — Реки бассейна Каспийского моря междуречья Терека и Волги.
- Код водного объекта в государственном водном реестре — 07020000612108200005190[2].
- Код по гидрологической изученности (ГИ) — 108200519
- Номер тома по ГИ — 08
- Выпуск по ГИ — 2